# Кулаков, Константин Фёдорович
Константи́н Фёдорович Кулако́в (23 декабря 1920; город Борисоглебск, Тамбовская губерния — 10 апреля 1982; город Москва) — советский государственный деятель, Герой Советского Союза (1944), капитан (1975).

## Биография
Родился 23 декабря 1920 года в Борисоглебске Тамбовской губернии (ныне Воронежской области). В 1937 году окончил 10 классов школы. С 1937 года обучался в Саратовском сельскохозяйственном институте.
В армии с января 1940 года. Участник советско-финляндской войны: в феврале-марте 1940 — красноармеец 109-го лыжного батальона. В апреле 1940 года демобилизован. Вернулся к обучению в Саратовском сельскохозяйственном институте. В июне-октябре 1941 года обучался в Пензенском артиллерийском училище.
В 1942 году окончил лесомелиоративный факультет Саратовского сельскохозяйственного института. В апреле-июне 1942 — помощник начальника политотдела Старобахметьевской МТС по комсомолу (Лысогорский район Саратовской области).
Вновь в армии с июня 1942 года. В ноябре 1942 года окончил Энгельсское пулемётное училище, до февраля 1943 года был в нём командиром взвода. В феврале-октябре 1943 — командир взвода в учебном стрелковом полку (посёлок Татищево Саратовской области).
Участник Великой Отечественной войны: в октябре-ноябре 1943 — командир роты противотанковых ружей 439-го стрелкового полка (2-й Украинский фронт). Участвовал в боях на кировоградском направлении. 13 ноября 1943 года был легко ранен в правую руку и отправлен в медсанбат. В декабре 1943 — апреле 1944 — командир взвода противотанковых ружей и командир роты 431-го стрелкового полка (3-й Украинский фронт). Участвовал в боях на криворожском направлении и Березнеговато-Снигирёвской операции.
Особо отличился в ходе Одесской операции. 13 апреля 1944 года во главе штурмового отряда преодолел реку Днестр южнее села Красногорка (Григориопольский район Приднестровской Молдавской Республики), занял плацдарм и, отразив многочисленные атаки противника, удержал его до подхода основных сил. В бою был тяжело ранен в правое плечо и до сентября 1944 года находился на излечении в госпиталях.
За мужество и героизм, проявленные в боях, Указом Президиума Верховного Совета СССР от 13 сентября 1944 года лейтенанту Кулакову Константину Фёдоровичу присвоено звание Героя Советского Союза с вручением ордена Ленина и медали «Золотая Звезда».
С ноября 1944 года лейтенант К. Ф. Кулаков — в запасе. В 1945—1949 — директор Крымской научно-испытательной станции агролесомелиорации, в 1949—1952 — начальник агролесомелиорации Крымского областного управления сельского хозяйства.
В 1952—1954 годах работал инструктором и заместителем заведующего отделом науки и культуры Крымского обкома партии. В 1954—1957 — 1-й секретарь Первомайского райкома партии (Крым). В 1957—1961 — заведующий сельскохозяйственным отделом Крымского обкома партии, в 1961—1964 — заместитель председателя Крымского облисполкома. В 1964—1965 — начальник Крымского областного управления производственных заготовок.
В 1965—1967 — начальник Государственной инспекции по лесному хозяйству Министерства сельского хозяйства СССР, с 1967 года — заместитель председателя Государственного комитета лесного хозяйства СССР.
Жил в Москве. Умер 10 апреля 1982 года. Похоронен на Кунцевском кладбище (10 уч.) в Москве.

## Награды и звания
- Герой Советского Союза (13.09.1944);
- орден Ленина (13.09.1944);
- орден Богдана Хмельницкого 3-й степени (10.06.1944);
- 3 ордена Трудового Красного Знамени (02.1958; …; …);
- медали.
- Почётный гражданин села Гура-Быкулуй Новоаненского района (Республика Молдова).

## Память
В городе Борисоглебск на здании школы, в которой учился К. Ф. Кулаков, установлена мемориальная доска.